# 米爾鎮區 (印地安納州格蘭特縣)
米爾鎮區（英語：Mill Township）是位於美國印地安納州格蘭特縣的一個行政鎮區。

## 地方資料
根據2010年美國人口普查的數據，米爾鎮區的面積為60.10平方千米，當中陸地面積為60.10平方千米，而水域面積為0.00平方千米。當地共有人口10882人，而人口密度為每平方千米181.06人。